# Ursus – Rächer der Sklaven
Ursus – Rächer der Sklaven (Originaltitel: Ursus) ist ein italienisch-spanischer mythologischer Abenteuerfilm, der erste mit dem starken Römer Ursus im Titel, den Carlo Campogalliani 1960 inszenierte. Im deutschsprachigen Raum wurde er am 15. September 1961 erstaufgeführt.

## Handlung
Aus Gefechten zurückgekehrt, entdeckt Ursus zu Hause, dass seine Verlobte Attea vor drei Jahren entführt wurde. Eine blinde Sklavin, Doreide, beschuldigt seinen inzwischen zum mächtigen und reichen Mann aufgestiegenen Jugendfreund, Setas, hinter der Entführung zu stecken. Ursus nimmt Doreide mit und beginnt seine Suche bei seinem Kampfgefährten Kleontes. Als dieser Erkundigungen einholt, wird er beim Tempel der Göttin Zaas getötet. Ursus und Doreide werden dorthin gelockt, können sich aber im Tempel verschanzen. Einer der Priester, der bereits Kleontes ermordete, greift auch Ursus an und wird von diesem im Kampf getötet. Der andere Priester gesteht, dass sie Attea entführten und dem Kaufmann Kimos übergaben. Ursus und Doreide fliehen durch einen Geheimgang, während der Priester wenig später auf Befehl von Setas getötet wird. Ursus und Doreide gehen zu Kimos, der ihnen erzählt, dass sie getäuscht wurden und seine eigene Tochter entführt worden sei. Jedoch wird Ursus wenig später im Haus des Kimos überrumpelt. Ursus wird daraufhin von Setas gequält, kann jedoch seine Stärke zur Befreiung nutzen. Setas entkommt, während Ursus die anderen Männer im Kampf erschlägt.
Anschließend führt Magali die beiden durch die Wüste, hinterlässt aber einen Hinweis auf den Weg für Setas. In der Wüste treffen sie auf zwei Zigeuner, die ihnen Unterkunft gewähren. Setas holt sie jedoch ein und Magali geht zu ihm. Ursus bemerkt dies und kann mit den Zigeunern den Kriegern des Setas eine Falle stellen und sie überwältigen. Setas wird gefangen genommen, während Miriam Magali ersticht, als diese beginnt die Wasserbeutel aufzuschneiden. Ursus und Doreide setzen ihren Weg mit dem nun gefangenen Setas durch die Wüste ins Reich der Göttin Zaas durchqueren. Schließlich erreichen sie die Insel, wo eine Königin und die Priester der grausamen Göttin herrschen. Sie werden von den Soldaten der Königin überwältigt. Doreide soll ihr geopfert, Ursus verschont werden. Nachdem sich herausgestellt hat, dass die Königin niemand anderes als die machtlüsterne Attea ist, muss er in der Arena neben Doreide mit einem heiligen Stier kämpfen.
Ursus kann den Stier töten; Doreide erhält ihr Augenlicht zurück. Da die Königin einen Priester töten ließ, der vehement Ursus’ Hinrichtung forderte, ermorden die Priester nun Attea. Sie wollen Ursus jedoch nicht ziehen lassen. Ursus befreit die Sklaven und der Hauptmann Adelfo schließt sich ihm mit einigen Soldaten an. Der Volksaufstand ist erfolgreich. Die Herrschaft der Königin ist zu Ende: Die königintreuen Soldaten und die Priester werden getötet. Adelfos Geliebte Filis wird jedoch getötet. Ursus und Doreide verlassen die Insel auf einem Boot.

## Kritik
Wenig Begeisterung herrschte bei den Kritikern: „Eine Schauermär, umsäuselt mit übertriebenem Pathos“ (Lexikon des internationalen Films), auch dass der Hauptdarsteller im Gegensatz zu Steve „Herkules“ Reeves zumindest „in der Lage sei, den Gesichtsausdruck zu wechseln, kann den Film nicht retten“ (Lexikon des Fantasy-Films); „ein unsinniges Drehbuch, extravagante Ausstattung, und wie im Drogenrausch sich überstürzende Ereignisse. Die Regie des Veteranen Campogalliani ist nur banal und ohne Stil; trotz gelegentlicher leiser Töne und guter Ideen wirkt das wie ein Spaziergang in einem versteinerten Wald“ schrieb Bertrand Tavernier.

## Synchronisation
- Ed Fury: Eckart Dux
- Moira Orfei: Bettina Schön
- Luis Prendes: Klaus Miedel
- María Luisa Merlo: Sabine Eggerth
- Rafael Luis Calvo: Arnold Marquis
- Mario Scaccia: Siegfried Schürenberg
- Soledad Miranda: Marianne Lutz
- Roberto Camardiel: Benno Hoffmann